# Mont-ras
Mont-ras is een gemeente in de Spaanse provincie Girona in de regio Catalonië met een oppervlakte van 12 km². Mont-ras telt 1.690 inwoners (1 januari 2016).

## Demografische ontwikkeling
Bron: INE, 1857-2011: volkstellingen
Opm.: Tot 1860 behoorde Mont-ras tot de gemeente Palafrugell